# Can Belluguins
Can Belluguins o Can Misserprats és una masia d'Argentona (Maresme) inclosa a l'Inventari del Patrimoni Arquitectònic de Catalunya.

## Descripció
És un edifici de tres plantes. A la planta baixa hi ha l'entrada i l'escalinata a la dreta del celler de dos cossos, tots paral·lels a la façana principal, i dos pisos. La primera planta té la part de la terrassa al cos de la façana i els altres dos cossos de la mateixa planta per la distribució de cambres. La planta de les golfes té solament dos cossos, amb l'escala a continuació dels altres trams que la completen. El portal d'entrada és presidit pel relleu del sant patró de la casa.
El relleu esmentat ens indica que aquesta casa devia pertànyer a una entitat important i totalment desconeguda actualment. Dins de la casa es conserven dues arcades que separen les dues naus.